# Medon fusculus
Medon fusculus – gatunek chrząszcza z rodziny kusakowatych i podrodziny żarlinków.
Gatunek ten został opisany w 1830 roku przez Ernsta Gustava Mannerheima jako Rugilus fusculus.
Chrząszcz o ciele długości od 4 do 5 mm, ubarwiony rdzawobrunatno z ciemnobrunatną głową, głównie brunatnym odwłokiem oraz żółtordzawymi: czułkami, aparatem gębowym i odnóżami. Wierzch głowy i przedplecza są bardzo gęsto i dość drobno, pępkowato punktowane. Na głowie brak gładkiej linii środkowej. Warga górna ma przednią krawędź z dwoma małymi ząbkami i niegłębokim wgłębieniem między nimi. Powierzchnia pokryw ma małe, ziarenkowate, gęsto rozmieszczone wzgórki. Długość pokryw jest o 1/3 większa niż przedplecza. Odnóża tylnej pary mają stopy znacznie krótsze niż golenie. Punktowanie odwłoka jest gęste i delikatne. Odwłok samca ma piąty sternit o brzegach bocznych kolcopodobnie w tył wydłużonych, a tylnym brzegu z szerokim, głębokim i prawie czworokątnym wcięciem, zaś szósty sternit z tylną krawędzią wciętą głęboko i zatokowato.
Owad znany z Portugalii, Hiszpanii, Wielkiej Brytanii, Francji, Belgii, Holandii, Niemiec, Szwecji, Norwegii, Szwajcarii, Austrii, Włoch, Litwy, Polski, Czech, Słowacji, Węgier, Ukrainy, Słowenii, Chorwacji, Bośni i Hercegowiny, Serbii, Czarnogóry, Rumunii, Bułgarii, Albanii, Grecji, Rosji, europejskiej części Turcji, Cypru, Bliskiego Wschodu i wschodniej Palearktyki. Zasiedla pola, lasy, przedsionki jaskiń, podziemne gniazda królików, lisów, myszy i kretów oraz mrowiska.